# Le Slot
 (août 2025).
 (août 2025).

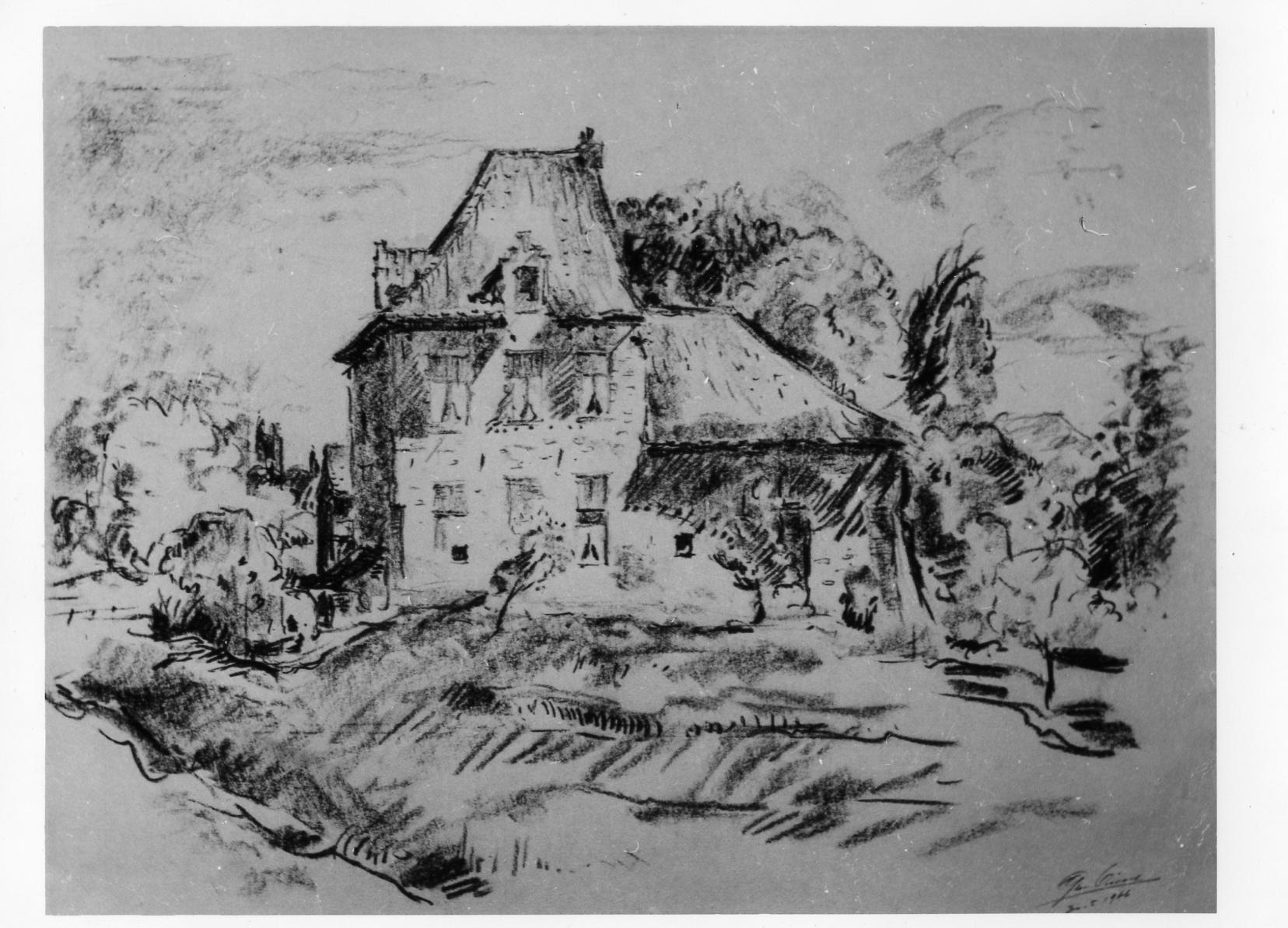
Le Slot, fusain par Léon van Dievoet, 1966

Le Slot (en néerlandais : het Slot, signifiant château entouré de douves), situé à Bruxelles, dans la vallée de la Woluwe, commune de Woluwe-Saint-Lambert, est le vestige d’un ancien château, demeure des seigneurs de Woluwe. Il faisait partie d'un même domaine seigneurial que la chapelle de Marie-la-Misérable et le moulin de Lindekemale tous deux préservés.

## Un château médiéval
Il s'agit, selon toutes vraisemblances, d'une aile du château des seigneurs de Woluwe et de Kraainem, relevant du duché de Brabant et érigé en comté au milieu du XVIIIe siècle. Occupé successivement par les d'Armstorff, les de Berchem et les Hinnisdael, le château aurait été construit au XVIe siècle sur les ruines d'une construction carrée aux soubassements de pierre et aux murs de bois et de torchis, antérieure de deux siècles. Des fouilles effectuées en 1984, avant la restauration du bâtiment, ont permis de révéler ces différentes phases de construction. 
En 1665, il est mentionné dans l'inventaire des possessions de l'abbaye de Parc. Il entre ensuite en possession des comtes de Hinnisdael. Isolé, fortifié et entouré d'eau, le château possédait des dépendances typiques d'un domaine agricole de l'époque : moulin, brasserie, chapelle, ferme au milieu des terres servant aux cultures et aux pâturages.

## De la ferme agricole au restaurant-comptoir
Le Slot a été reconverti en exploitation agricole dès le milieu du XIXe siècle. Des maraîchers y abritaient alors poulailler, écuries et grange.
Abandonné depuis 1959, racheté par la commune en 1975, classé et restauré en 1986, il sert aujourd'hui de restaurant, le long de la promenade aménagée sur les bords de la Woluwe qui a repris son nom d'origine « Le Slot ». Il s'agit d'un restaurant-comptoir fourni en fruits et légumes par la Ferme du Peuplier dans le Brabant wallon. A l'étage, une salle polyvalente sert pour des cours de yoga.

## Le parc du Slot[1]
La création du petit parc jouxtant le Slot remonte à l'aménagement du carrefour du boulevard de la Woluwe, des avenues Paul Hymans et Emile Vandervelde, après les importants travaux d'infrastructure réalisés en souterrain : tunnel routier dans le sens du boulevard et tunnel du métro vers Stockel. Il a été dessiné par l'ingénieur du service des routes de Bruxelles, Philippe Rombouts, et réalisé entre 1980 et 1982.

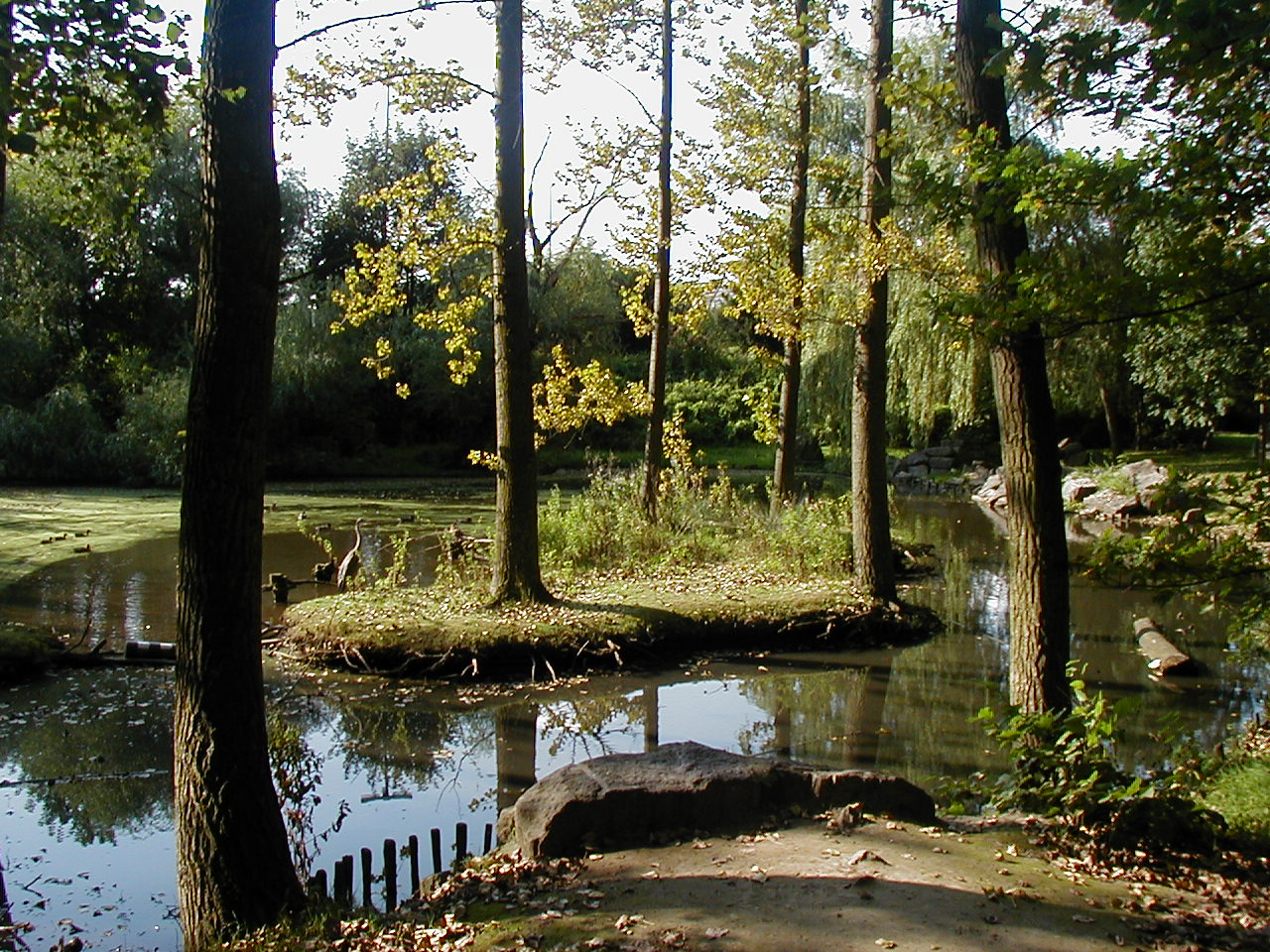
Le parc du Slot à Woluwe-Saint-Lambert

L'aménagement du parc est indissociable du passage piéton souterrain vitré qui reliait le parking du shopping center de Woluwe et la vallée de la Woluwe. Une vaste place recouverte de blanc de Bierges servait de carrefour à trois sentiers rejoignant le chemin du Vellemolen et le boulevard. A droite, le premier conduit à un petit étang de forme irrégulière, creusé à l'emplacement d'une zone marécageuse et animé par une fontaine surgissant d'un amas de blocs de pierre bleue. Près du chemin du Vellemolen, une petite île abrite des oiseaux d'eau. Les peupliers qui y survivent tant bien que mal sont le résultat d'un recépage naturel de sujets abattus dans une propriété voisine.

## Accès
- Roodebeek
  - Woluwe Shopping